# Дмитриевка (Свободненский район)
В Амурской области также есть сёла Дмитриевка в Ивановском районе и Дмитриевка в Мазановском районе.
Дми́триевка — село в Свободненском районе Амурской области России. Административный центр Дмитриевского сельсовета.

## География
Село Дмитриевка стоит на правом берегу реки Большая Пёра (приток Зеи).
Село Дмитриевка расположено в 13 км к северу от города Свободный, вблизи автодороги Свободный — Углегорск.
На восток от окрестностей села Дмитриевка идёт дорога к сёлам Юхта-3, Черниговка и Гащенка, с выездом на автодорогу Чита — Хабаровск.

## Население
| 2002 | 2010 | 2012 | 2013 | 2014 | 2015 | 2016 |
| ---- | ---- | ---- | ---- | ---- | ---- | ---- |
| 439  | ↘392 | ↗411 | ↗413 | ↗425 | ↘409 | ↘399 |
| 2017 | 2018 |      |      |      |      |      |
| ↘397 | ↘387 |      |      |      |      |      |

По данным переписи 1926 года по Дальневосточному краю, в населённом пункте числилось 77 хозяйств и 412 жителей (207 мужчин и 205 женщин), из которых преобладающая национальность — украинцы (59 хозяйств).

## Улицы
- ул. Восточная,
- пер. Медовый,
- ул. Переселенческая,
- ул. Трудовая,
- ул. Центральная.